# Obóz pracy przymusowej w Magoniach
Obóz pracy przymusowej w Magoniach (niem. Zwangsarbeitslager für Juden Magonie) – obóz pracy przymusowej w Magoniach na terenie Generalnego Gubernatorstwa.
Istniał w okresie od czerwca 1941 do stycznia 1942. Był przeznaczony dla ludności żydowskiej.